# سيسيليا بارازا
سيسيليا بارازا (بالإسبانية: Cecilia Barraza)‏ هي مغنية بيروفية، ولدت في 5 نوفمبر 1952 في ليما في بيرو.

## وصلات خارجية
- سيسيليا بارازا على موقع ميوزك برينز (الإنجليزية)
- سيسيليا بارازا على موقع ديسكوغز (الإنجليزية)